# Pavilhão Fidelidade
Le Pavilhão da Luz n°1 , plus connu sous le nom Pavilhão Fidelidade en raison de parrainage, est une salle multisports, propriété du SL Benfica, où se disputent les matches des sections de basket-ball, rink hockey, et de futsal
Il se situe à Lisbonne, à côté du Estádio da Luz. Son inauguration a eu lieu le 28 février 2004. Le pavillon comporte 2 400 places réparties sur quatre gradins, et avec une tribune présidentielle, une salle de presse et un Megascreen.